# Santa Lucía de Tirajana
Santa Lucía de Tirajana är en kommun i Spanien. Den ligger i den autonoma regionen Kanarieöarna i sydvästra delen av landet, 1 800 km sydväst om huvudstaden Madrid. Antalet invånare är 77 098 (2024). Santa Lucía de Tirajana ligger på ön Gran Canaria i ögruppen Kanarieöarna.

## Galleri

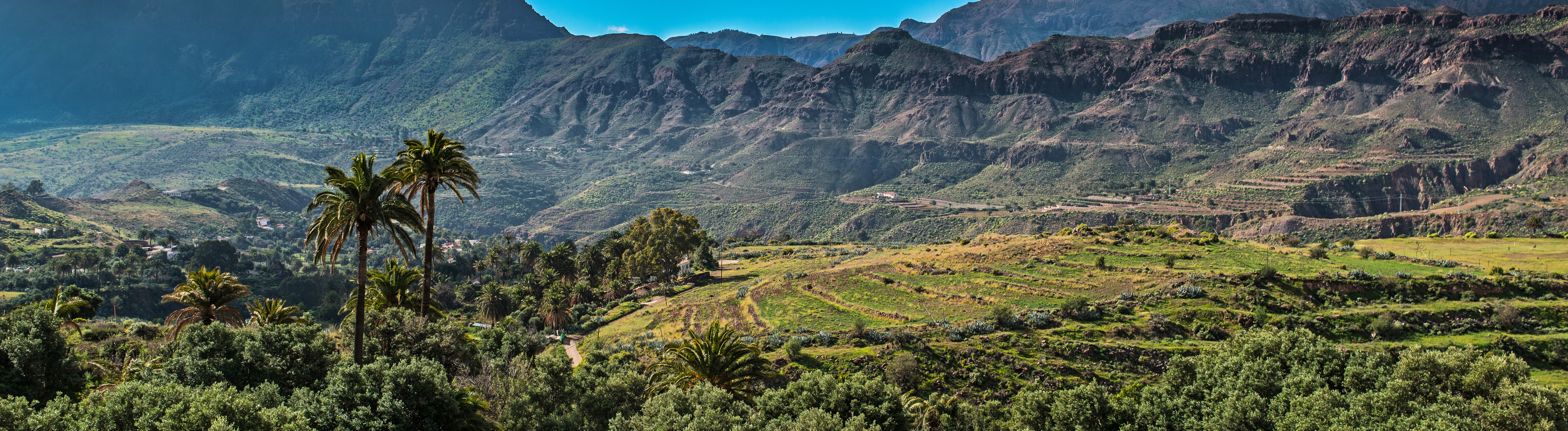
Santa Lucía de Tirajana 2016
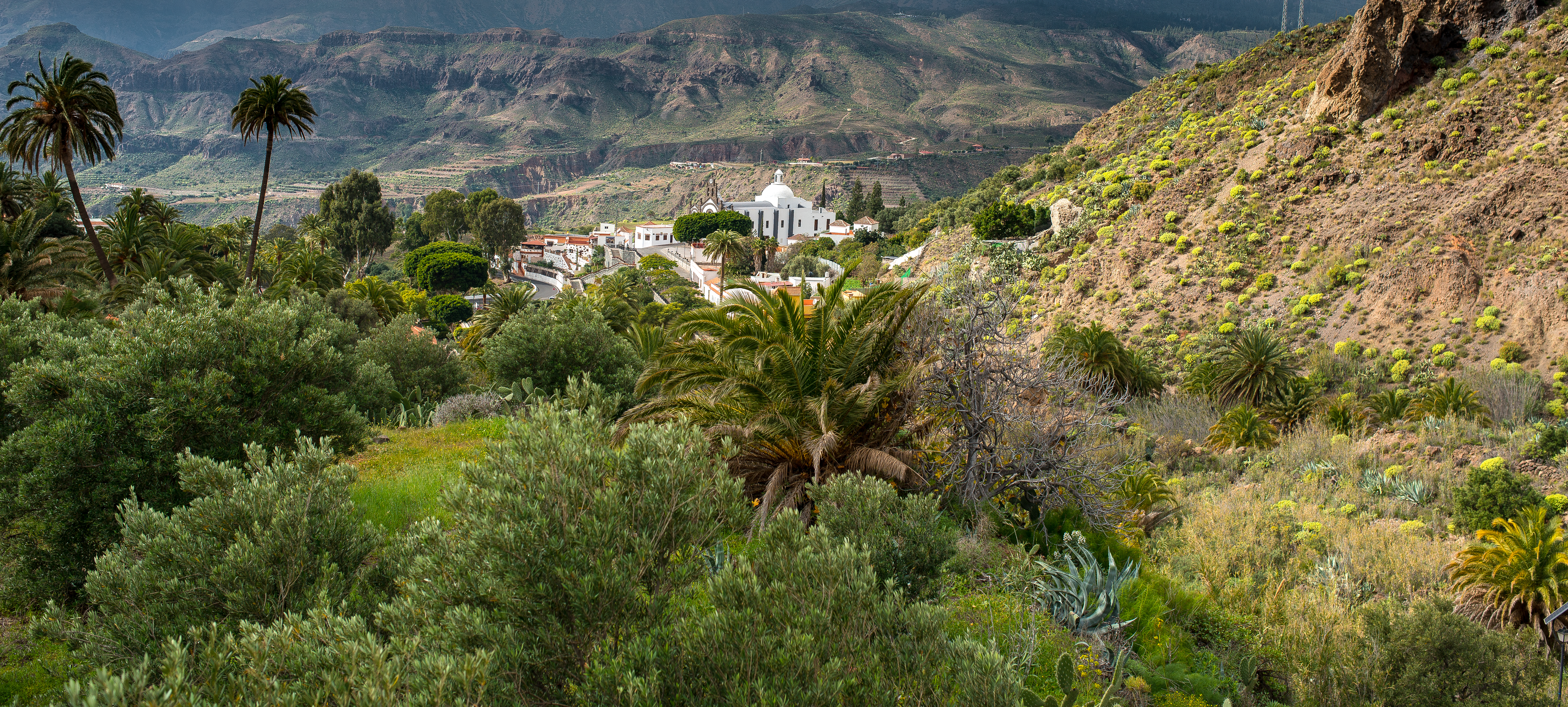
Santa Lucía de Tirajana 2016
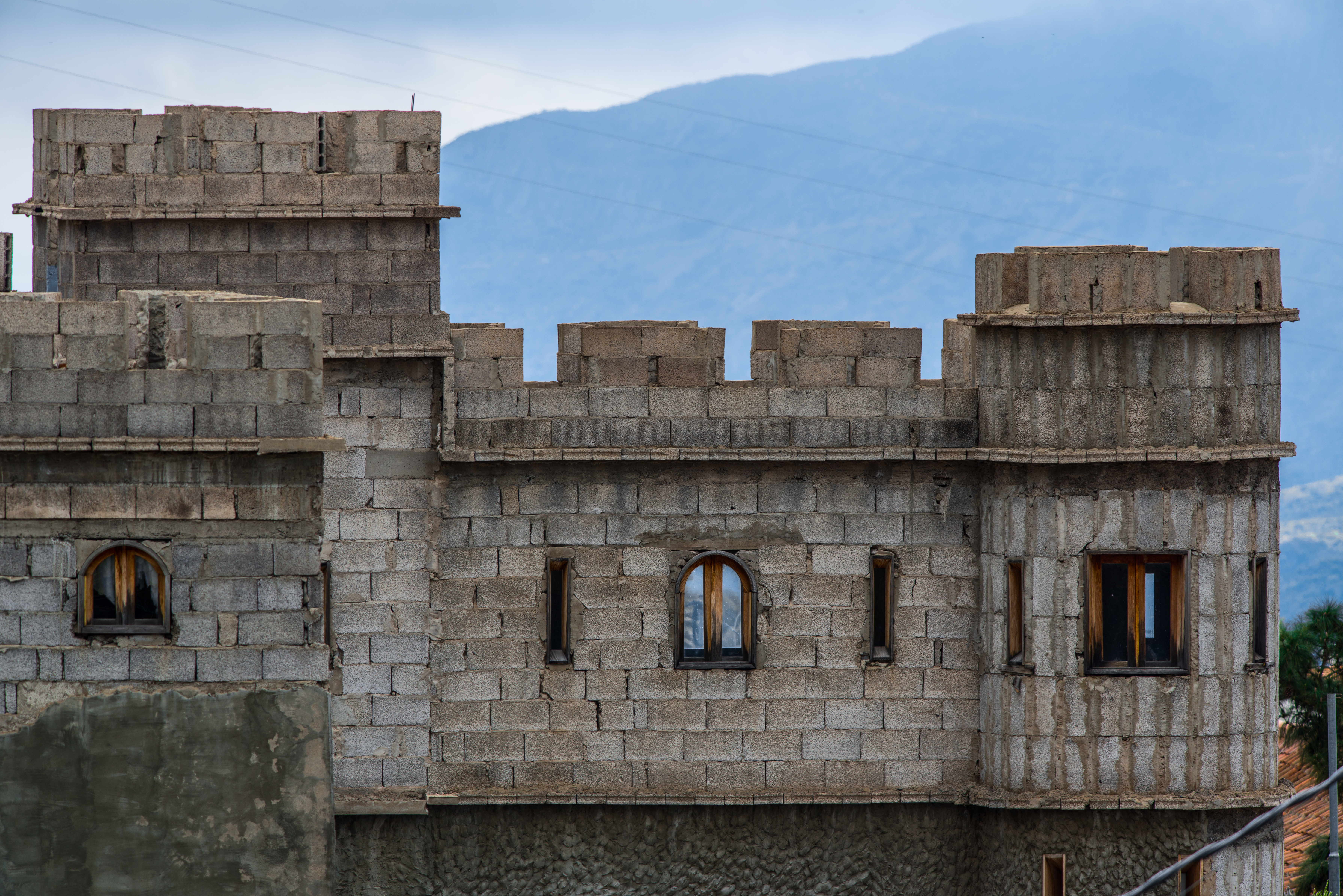
Santa Lucia de Tirajana
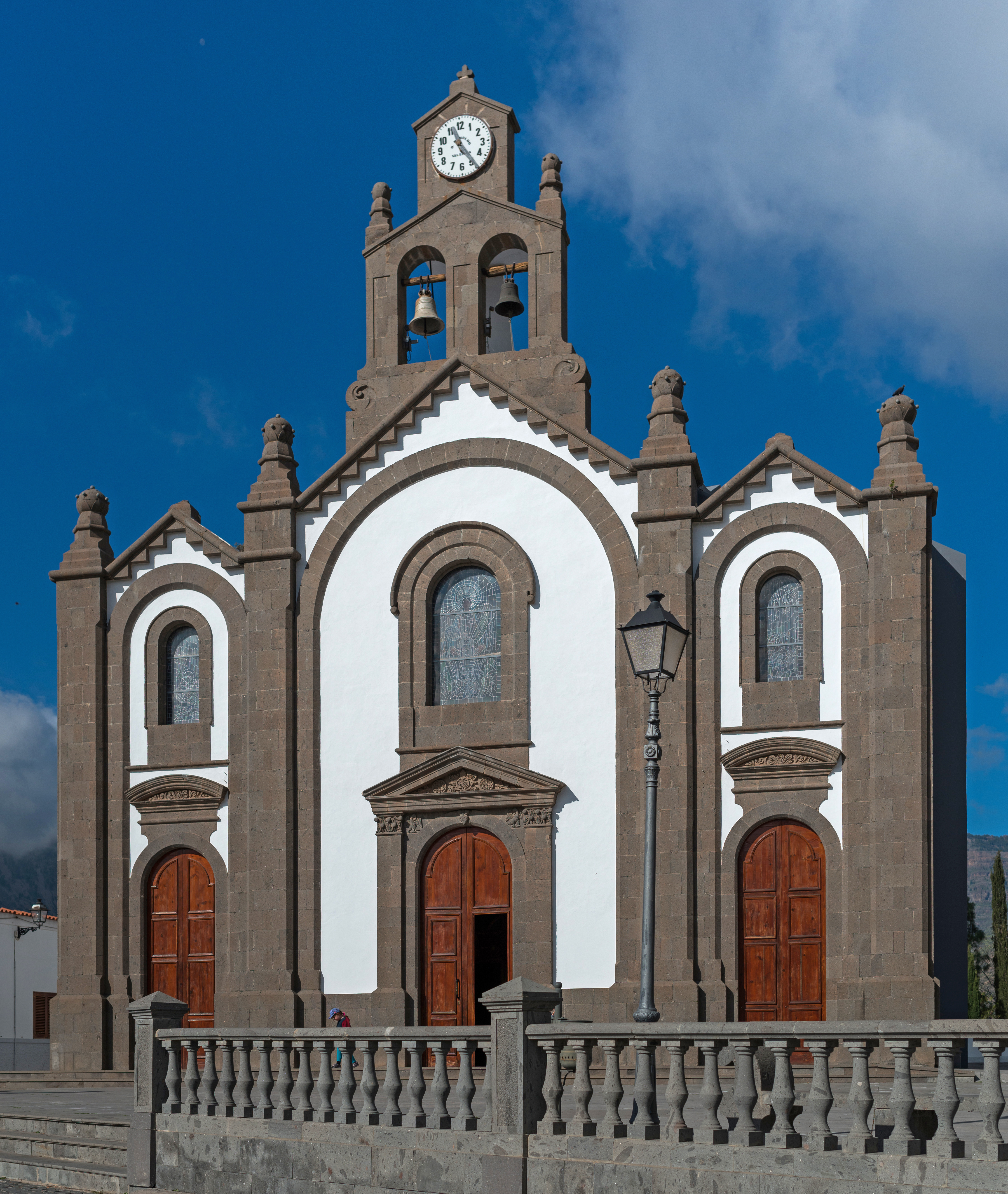
Iglesia Santa Lucía de Tirajana
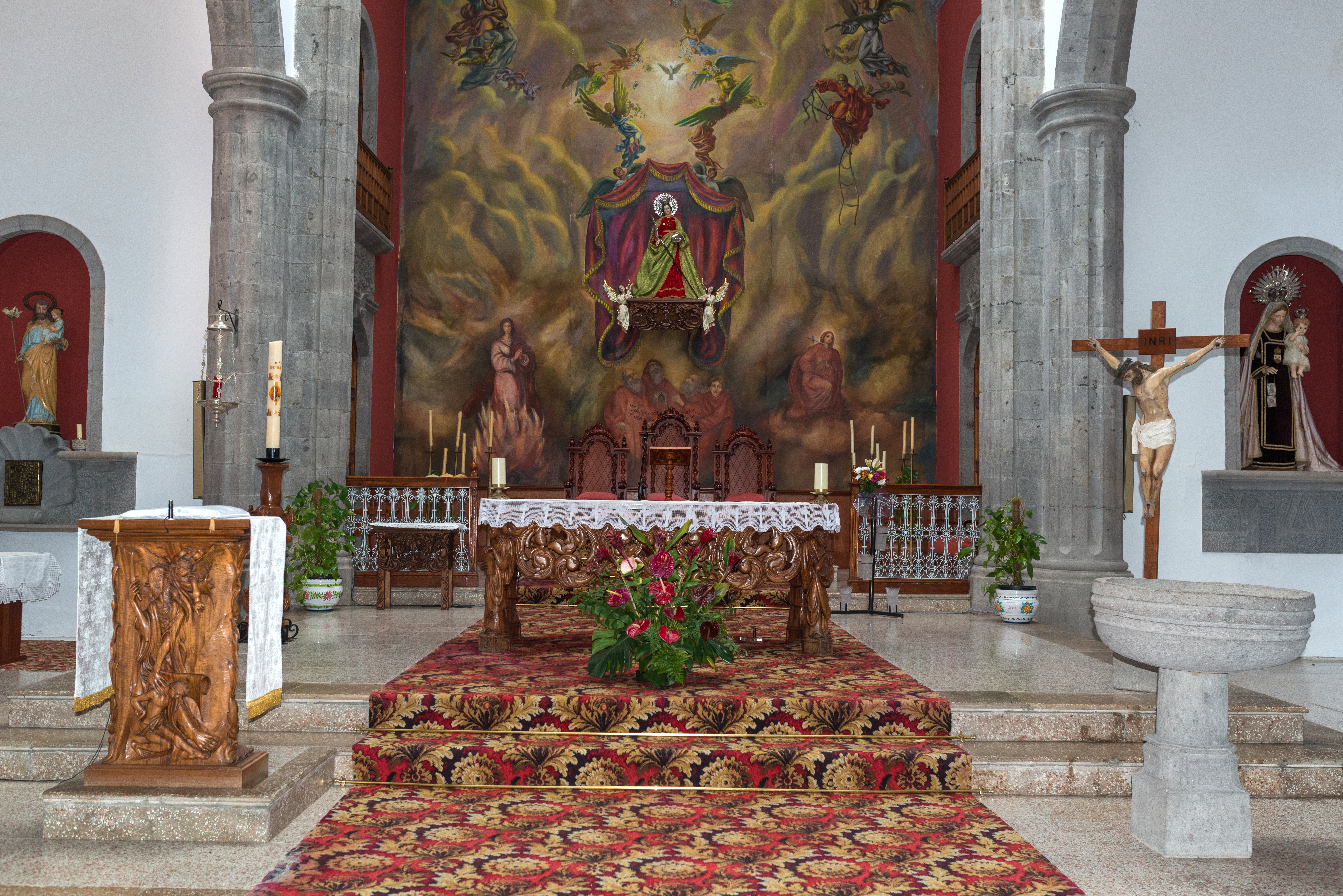
Iglesia Santa Lucía de Tirajana interiör
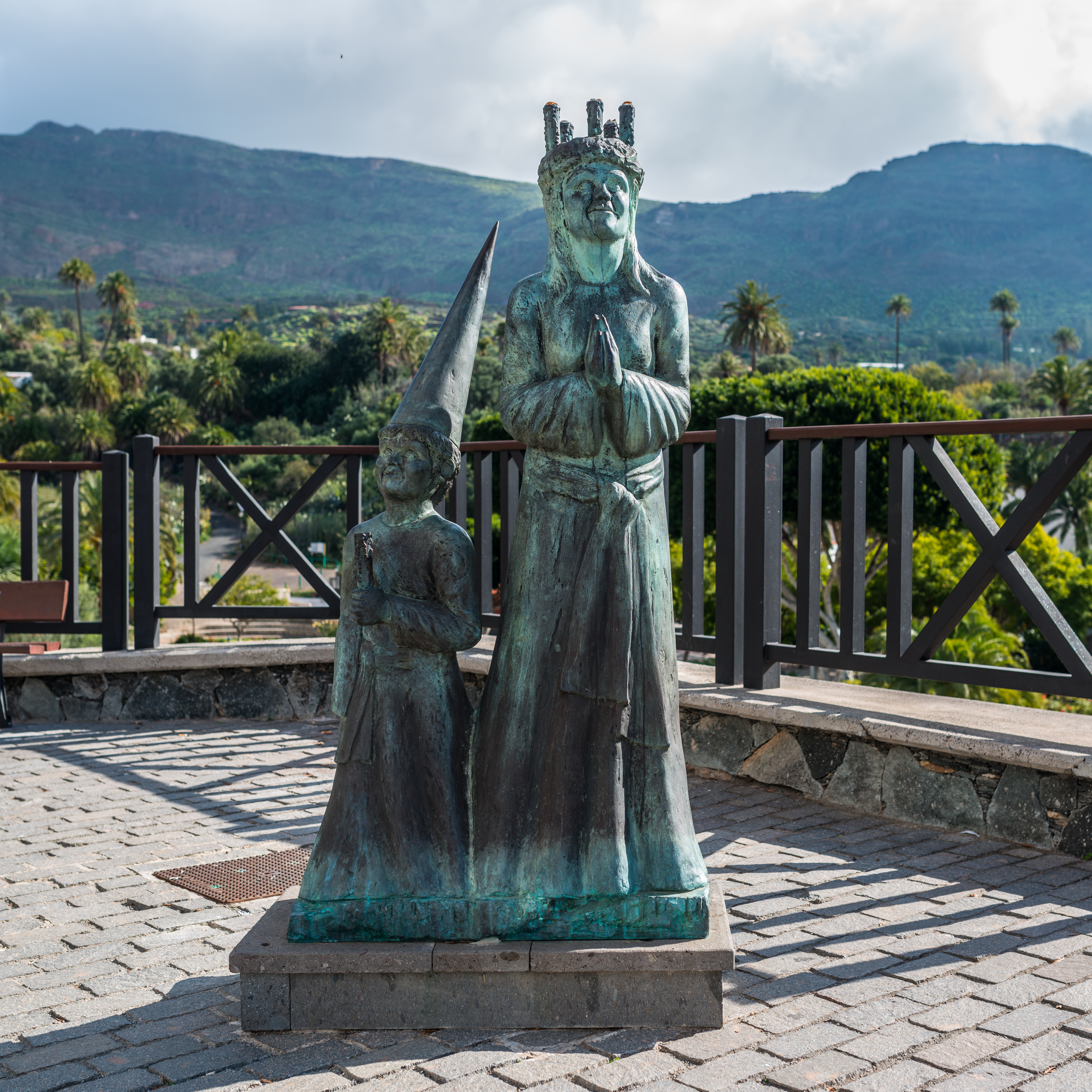
Santa Lucía skulptur i Santa Lucía de Tirajana
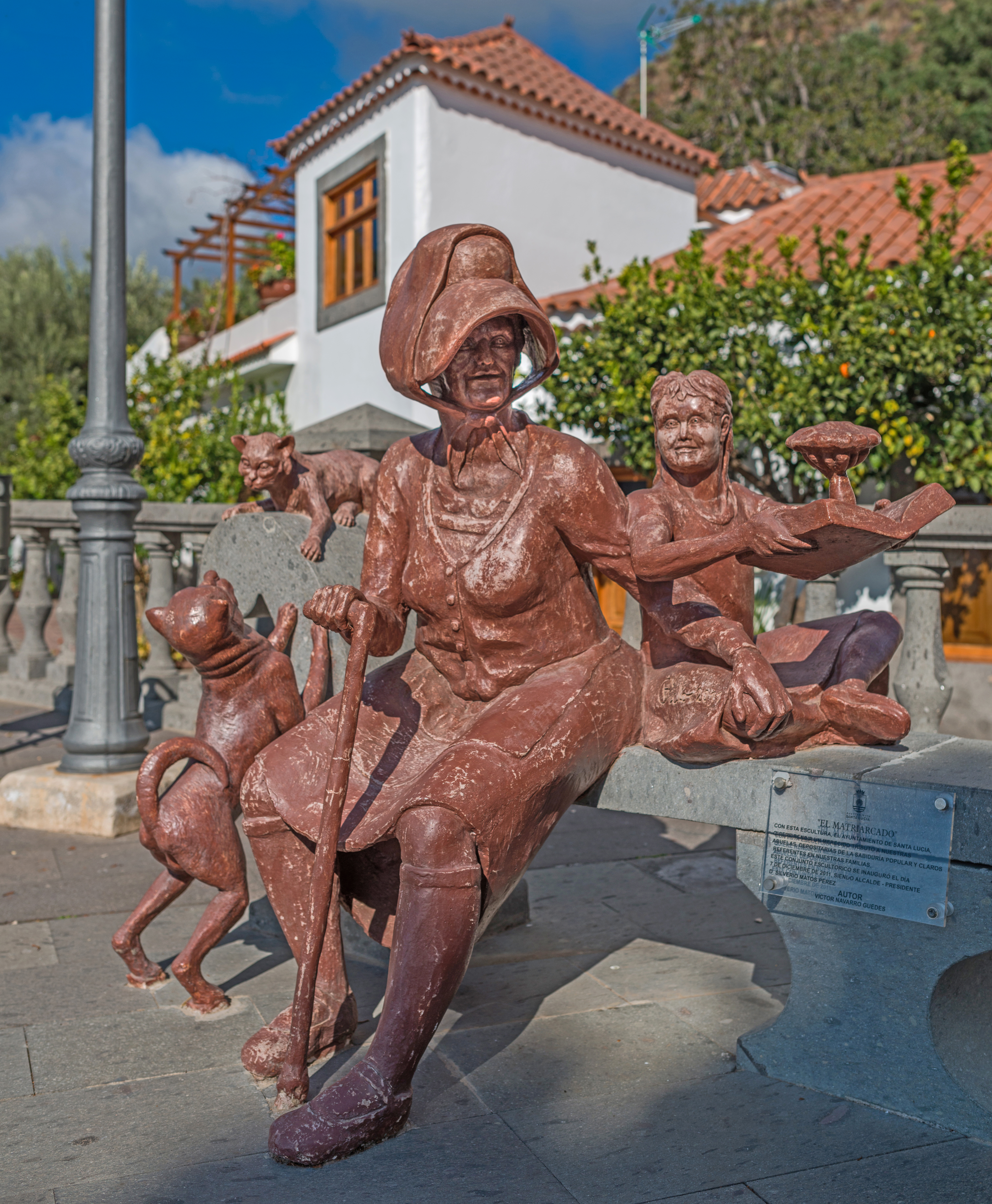
Skulptur i Santa Lucía de Tirajana